# Semiothisa gradata
Semiothisa gradata là một loài bướm đêm trong họ Geometridae.